# Jakob Rosenthaler
Jakob Rosenthaler (* 15. Mai 2006 in Linz) ist ein österreichischer Motorradrennfahrer.

## Karriere
Rosenthaler bestritt 2020 den Northern Talent Cup sowie von 2021 bis 2023 den Red Bull MotoGP Rookies Cup.

## Statistik in der Motorrad-Weltmeisterschaft
(Stand: Großer Preis von Tschechien, 20. Juli 2025)
| Saison | Klasse | Team                           | Motorrad  | Rennen | Siege | Zweiter | Dritter | Poles | Schn. Runden | Punkte | Ergebnis |
| ------ | ------ | ------------------------------ | --------- | ------ | ----- | ------- | ------- | ----- | ------------ | ------ | -------- |
| 2024   | Moto3  | Liqui Moly Husqvarna Intact GP | Husqvarna | 2      | –     | –       | –       | –     | –            | 0      | 29.      |
| 2025   | Moto3  | CFMoto Aspar Team              | KTM       | 2      | –     | –       | –       | –     | –            | 0      | 31.      |
| 2025   | Moto3  | Gryd – MLav Racing Team        | Honda     | 1      | –     | –       | –       | –     | –            | 0      | 31.      |
| 2025   | Moto3  | Denssi Racing – Boé            | KTM       | 2      | –     | –       | –       | –     | –            | 0      | 31.      |
| Gesamt | Gesamt | Gesamt                         | Gesamt    | 7      | 0     | 0       | 0       | 0     | 0            | 0      |          |

Einzelergebnisse
| Saison | 1        | 2           | 3         | 4       | 5          | 6          | 7                      | 8           | 9           | 10                     | 11          | 12         | 13         | 14             | 15         | 16         | 17         | 18         | 19         | 20       | 21       | 22       |
| ------ | -------- | ----------- | --------- | ------- | ---------- | ---------- | ---------------------- | ----------- | ----------- | ---------------------- | ----------- | ---------- | ---------- | -------------- | ---------- | ---------- | ---------- | ---------- | ---------- | -------- | -------- | -------- |
| 2024   | Katar    | Portugal    | USA-Texas | Spanien | Frankreich | Katalonien | Italien                | Niederlande | Deutschland | Vereinigtes Konigreich | Osterreich  | Aragonien  | San Marino | Emilia-Romagna | Indonesien | Japan      | Australien | Thailand   | Malaysia   | \|\|     |          |          |
| 2024   |          |             |           |         |            |            |                        |             |             |                        | 22          |            | 19         |                |            |            |            |            |            |          |          |          |
| 2025   | Thailand | Argentinien | USA-Texas | Katar   | Spanien    | Frankreich | Vereinigtes Konigreich | Aragonien   | Italien     | Niederlande            | Deutschland | Tschechien | Osterreich | Ungarn         | Katalonien | San Marino | Japan      | Indonesien | Australien | Malaysia | Portugal | Valencia |
| 2025   | DNF      | 20          | 18        |         |            | 21         |                        |             |             | 17                     |             |            |            |                |            |            |            |            |            |          |          |          |

| Legende  | Legende            | Legende                                                          |
| Farbe    | Abkürzung          | Bedeutung                                                        |
| -------- | ------------------ | ---------------------------------------------------------------- |
| Gold     | –                  | Sieg                                                             |
| Silber   | –                  | 2. Platz                                                         |
| Bronze   | –                  | 3. Platz                                                         |
| Grün     | –                  | Platzierung in den Punkten                                       |
| Blau     | –                  | Klassifiziert außerhalb der Punkteränge                          |
| Violett  | DNF                | Rennen nicht beendet (did not finish)                            |
| Violett  | NC                 | nicht klassifiziert (not classified)                             |
| Rot      | DNQ                | nicht qualifiziert (did not qualify)                             |
| Rot      | DNPQ               | in Vorqualifikation gescheitert (did not pre-qualify)            |
| Schwarz  | DSQ                | disqualifiziert (disqualified)                                   |
| Weiß     | DNS                | nicht am Start (did not start)                                   |
| Weiß     | WD                 | zurückgezogen (withdrawn)                                        |
| Hellblau | PO                 | nur am Training teilgenommen (practiced only)                    |
| Hellblau | TD                 | Freitags-Testfahrer (test driver)                                |
| ohne     | DNP                | nicht am Training teilgenommen (did not practice)                |
| ohne     | INJ                | verletzt oder krank (injured)                                    |
| ohne     | EX                 | ausgeschlossen (excluded)                                        |
| ohne     | DNA                | nicht erschienen (did not arrive)                                |
| ohne     | C                  | Rennen abgesagt (cancelled)                                      |
| ohne     | keine WM-Teilnahme |                                                                  |
| sonstige | P/fett             | Pole-Position                                                    |
| sonstige | 1/2/3/4/5/6/7/8    | Punktplatzierung im Sprint-/Qualifikationsrennen                 |
| sonstige | SR/kursiv          | Schnellste Rennrunde                                             |
| sonstige | *                  | nicht im Ziel, aufgrund der zurückgelegten Distanz aber gewertet |
| sonstige | ()                 | Streichresultate                                                 |
| sonstige | unterstrichen      | Führender in der Gesamtwertung                                   |